# Heini Waser
Pour les articles homonymes, voir Waser.
Heini Waser, né le 3 septembre 1913 à Zurich et mort le 13 juin 2008 à Zollikon, est un peintre et dessinateur suisse.

## Biographie
Heini Waser naît le 3 septembre 1913 à Zurich. Il en est également originaire.
Son père, Otto Waser, est professeur d'archéologie à l'Université de Zurich ; sa mère est l'écrivain Maria Waser, née Krebs. Le peintre Anna Waser est une aïeule paternelle.